# Бурмакин, Дмитрий Валерьевич
Дми́трий Вале́рьевич Бурма́кин (род. 8 января 1981, Абакан, Красноярский край) — российский легкоатлет, специалист по бегу на длинные дистанции и марафону. Выступал на профессиональном уровне в 2000-х и 2010-х годах, чемпион России по марафону, участник летних Олимпийских игр в Афинах. Представлял Хакасию и физкультурно-спортивное общество «Динамо». Мастер спорта России международного класса (2005).

## Биография
Дмитрий Бурмакин родился 8 января 1981 года в городе Абакане Хакасской автономной области Красноярского края.
Занимался лёгкой атлетикой под руководством тренеров В. Н. и А. А. Ромащенко, выпускник училища олимпийского резерва. Выступал за всероссийское физкультурно-спортивное общество «Динамо».
Впервые заявил о себе на взрослом всероссийском уровне в сезоне 2001 года, когда в беге на 10 000 метров занял 18-е место на чемпионате России в Туле.
В 2002 году с результатом 2:19:04 финишировал третьим на Сибирском международном марафоне.
В 2003 году был четвёртым на чемпионате России по полумарафону в Новосибирске.
В 2004 году бежал 3000 метров на зимнем чемпионате России в Москве, с результатом 2:14:19 одержал победу на чемпионате России по марафону в Москве, прошедшем в рамках VIII Московского марафона «Лужники». Благодаря череде удачных выступлений удостоился права защищать честь страны на летних Олимпийских играх в Афинах — в программе марафона показал результат 2:31:51, расположившись в итоговом протоколе соревнований на 73-й строке.
В 2005 году стал четвёртым на Хьюстонском марафоне (2:22:13) и пятым на Цюрихском марафоне (2:11:20) — во втором случае установил свой личный рекорд. Помимо этого, выиграл бронзовую медаль в беге на 10 000 метров на чемпионате России в Туле, принимал участие в марафонском забеге на чемпионате мира в Хельсинки, но здесь сошёл с дистанции.
В 2006 году был третьим на Хьюстонском марафоне (2:14:07), показал 13-й результат в марафоне на чемпионате Европы в Гётеборге (2:15:33), стал третьим в зачёте Новосибирского полумарафона (1:07:06), отметился выступлением на Кошицком марафоне, где в итоге сошёл с дистанции.
В 2007 году занял 15-е место в беге на 10 000 метров на чемпионате России в Жуковском, с результатом 2:21:47 финишировал третьим на Сибирском международном марафоне.
В сентябре 2012 года показал седьмой результат на полумарафоне в Новосибирске (1:08:35).
В 2013 году был шестым в зачёте Сибирского международного марафона (2:19:38).
В 2015 году с результатом 2:21:01 занял девятое место на чемпионате России по марафону в Казани, прошедшем в рамках первого Казанского марафона, а также выступил на Московском марафоне, где показал время 2:21:36 и стал четвёртым.
За выдающиеся спортивные достижения удостоен почётного звания «Мастер спорта России международного класса» (2005).